# ウイルスタンパク質

わずか2つのタンパク質分子の複数コピーを使用してウイルスカプシドを構築する方法を示した図

ウイルスタンパク質（ウイルスタンパクしつ、英: viral protein）は、ウイルスの構成要素であると同時に生成物でもある。ウイルスタンパク質は、その機能に応じてグループ化されており、ウイルスタンパク質のグループには、構造タンパク質、非構造タンパク質、制御タンパク質、アクセサリータンパク質がある。ウイルスは非生物であり、自力で繁殖する手段を持たず、代わりに、宿主細胞の資源に依存して繁殖する。したがって、ウイルスはそれ自体のウイルスタンパク質の多くをコード化せず、代わりに宿主細胞の機構を使って複製に必要なウイルスタンパク質を生成する。

## ウイルス構造タンパク質
ウイルス構造タンパク質の多くは、ウイルスのカプシドとエンベロープを構成する成分である。

### カプシド
ウイルスの遺伝物質は、カプシドと呼ばれるウイルスのタンパク質構造の中に格納されている。カプシドは、ウイルスの核酸が宿主の酵素や他の種類の農薬や疫病によって分解されるのを防ぐ「盾」である。また、これには、ビリオン（ウイルス粒子）をその宿主に付着させ、ビリオンが宿主の細胞膜に侵入させる機能もある。カプシドを構成するのは、複数の異なるウイルスタンパク質、または1つのウイルスタンパク質の多数のコピーである。これらのウイルスタンパク質はそれぞれ、ウイルスゲノムの1つの遺伝子によってコード化されている。カプシドの構造により、ウイルスは少数のウイルス遺伝子を使用して大きなカプシドを作ることができる。
複数のプロトマー（オリゴマー（ウイルス）タンパク質のサブユニット）が結合してカプソメアを形成し、カプソメアが集まってカプシドを形成する。カプソメアは、二十面体、らせん状、または複合型カプシドのいずれかの形にまとめられるが、単純ヘルペスウイルスなど多くのウイルスでは正二十面体カプシドが形成される。3つの非対称で非同一のウイルスタンパク質の単位は、正二十面体カプシドの20個の同じ三角形の面のそれぞれを構成している。（上の模式図を参照）

### ウイルスエンベロープ
一部のウイルスのカプシドは、ウイルスエンベロープと呼ばれる膜に包まれている。ほとんどの場合、ウイルスエンベロープは、ウイルスが出芽と呼ばれるプロセスを通じて宿主細胞から出て行くときに、宿主細胞の細胞膜からカプシドによって得られる。ウイルスエンベロープは、ウイルス糖タンパク質を含む、ウイルスタンパク質が埋め込まれた脂質二重層で構成されている。これらのウイルス糖タンパク質は、宿主細胞の膜上にある特定の受容体や共受容体と結合し、ウイルスが標的となる宿主細胞に付着することを可能にする。これらの糖タンパク質の中には次のようなものがある。
- インフルエンザウイルス内のヘマグルチニン、ノイラミニダーゼ、およびM2タンパク質（英語版）
- ヒト免疫不全ウイルス（HIV）内のgp120とgp41サブユニットから構成されるgp160（英語版）[1]

ウイルス糖タンパク質は、ウイルスと細胞の融合において重要な役割を果たす。ウイルス糖タンパク質が細胞の受容体に結合すると、ウイルスと細胞の融合が始まる。

#### ウイルス膜融合タンパク質
ウイルスエンベロープと細胞膜の融合には、高いエネルギーが必要である。ウイルス膜融合タンパク質は、この高いエネルギーの壁を乗り越えるための触媒として働く。ウイルス糖タンパク質が細胞受容体に結合すると、ウイルス膜融合タンパク質はコンフォメーション（立体配座）の変化を受ける。次に、このコンフォメーション変化は、ウイルスエンベロープ上の融合ループ（FL、fusion loop）や疎水性融合ペプチド（FP、fusion peptide）が細胞膜と相互作用することにより、ウイルスエンベロープの不安定化と細胞膜との融合を促進する。ほとんどのウイルス膜融合タンパク質は、融合後に、FL/FPと膜貫通ドメインがすべてタンパク質の同じ側にある、ヘアピン状の構造になる。
ウイルス糖タンパク質とその融合前後の立体構造により、さまざまな広範囲の構造コンフォメーションが発見されている。ウイルス膜融合タンパク質は、4つの異なるクラスに分類され、それぞれのクラスは特徴的な構造コンフォメーションによって識別されている。                              
- クラスI： 融合後のコンフォメーションは、α-ヘリカルヘアピンの特徴的な三量体で構成される明確な中心コイルドコイル構造を持っている。クラスIウイルス融合タンパク質の例として、HIV糖タンパク質gp41が挙げられる[6]。
- クラスII： タンパク質が中心コイルドコイル構造を持たない。特徴的な伸長したβシートの外部ドメイン構造を持ち、それがリフォールディングしてヘアピンの三量体を形成する。クラスIIウイルス融合タンパク質の例として、デングウイルスEタンパク質、ウエストナイルウイルスEタンパク質がある[5][6]。
- クラスIII： 構造コンフォメーションは、クラスIおよびクラスIIのウイルス膜融合タンパク質の特徴を組み合わせたものである。クラスIIIウイルス融合タンパク質の例としては、狂犬病ウイルス糖タンパク質Gがある[6]。
- クラスIV： クラスIVウイルス融合タンパク質は、融合関連小型膜貫通型（FAST）タンパク質である。それらはヘアピン三量体やヘアピン構造自体を形成せず、既知のウイルス融合タンパク質の中では最小である。FASTタンパク質は、非エンベロープ型のレオウイルス科ファミリーのウイルスのメンバーによってコードされている[6]。

## ウイルス非構造タンパク質
ウイルスの非構造タンパク質は、ウイルスのゲノムによってコード化されたタンパク質であり、感染した細胞で発現する。ただし、これらのタンパク質はビリオン内では組み立てられていない。ウイルスが複製される際に、いくつかのウイルス非構造タンパク質は、複製プロセス自体に影響を与える重要な機能を実行する。同様に、ウイルスの組み立て時にも、これらのタンパク質の一部は、組み立てプロセスに影響を与える重要な機能を実行する。このようなウイルス非構造タンパク質の機能としては、レプリコン形成、免疫調節、およびウイルス構造タンパク質をコードする遺伝子のトランス活性化などが挙げられる。

### レプリコン形成
ウイルス非構造タンパク質は、宿主細胞タンパク質と相互作用して、レプリコンを形成する。これは複製複合体としても知られている。C型肝炎ウイルスでは、ウイルス非構造タンパク質が細胞小胞膜輸送タンパク質であるhVAP-33と相互作用してレプリコンを組み立てる。ウイルス非構造体4b（NS4B）タンパク質は、宿主細胞膜を変化させ、複製複合体の形成プロセスを開始する。また、NS5A、NS5B、NS3などの他のウイルス非構造タンパク質も複合体に動員され、NS4Bはそれらと相互作用してウイルスRNAに結合する。

### 免疫調節
感染細胞に対する宿主の免疫応答は、ウイルス非構造タンパク質の免疫調節特性によって調整することができる。巨大DNAウイルスの多くの種は、宿主の免疫応答を阻害するタンパク質をコードしており、ウイルスの増殖を可能にする。このようなタンパク質は、炎症性免疫メディエーターを阻害することが証明されているため、ヒトの炎症性疾患に対する新しいバイオ医薬品の開発につながる可能性を秘めている。ウエストナイルウイルスのウイルス非構造タンパク質NS1は、補体制御タンパク質であるH因子と結合することで補体の活性化を防ぐ。その結果、感染細胞に対する補体認識が低下し、感染細胞は宿主の免疫系によって傷つけられずに済む。

## ウイルス調節タンパク質およびアクセサリータンパク質
ウイルスの制御タンパク質やアクセサリータンパク質には多くの機能がある。これらのウイルスタンパク質は、ウイルス構造遺伝子の転写率を含む、ウイルスゲノム内のウイルス遺伝子の発現を制御し、影響を及ぼす。ウイルス制御タンパク質やアクセサリータンパク質も、遺伝子の制御やアポトーシスなど、宿主細胞の細胞機能に影響を与え、調整する。
DNAウイルスやレトロウイルスでは、ウイルス制御タンパク質がウイルス遺伝子の転写を促進するのと同様に、これらのタンパク質は宿主細胞の遺伝子転写も促進することができる。
ウイルスアクセサリータンパク質は、補助タンパク質とも呼ばれ、レトロウィルスのゲノムにコードされている。ほとんどのウイルスアクセサリータンパク質は、特定の種類の細胞でのみその機能を発揮する。また、それらはウイルスの複製にはあまり影響しない。ただし、場合によっては、ウイルスの複製を維持するためには、ウイルスアクセサリータンパク質の助け（および機能）が必要になることもある。

## 内在性レトロウイルスタンパク質
シンシチンは、哺乳類のゲノムに取り込まれた内在性レトロウイルスタンパク質で、胎盤の形態形成における膜融合を可能にする。

## 参照項目
- カプシド
- ウイルスのライフサイクル